# Revenge of the Nerds (film)
Revenge of the Nerds is een Amerikaanse filmkomedie uit 1984 onder regie van Jeff Kanew. De productie was aanleiding voor een reeks vervolgen.

## Verhaal
Lewis Skolnick (Robert Carradine) en Gilbert Lowell (Anthony Edwards) komen nieuw aan voor hun eerste lesjaar op het Adams College. Beide jongens zijn gek op technologie en computers, maar weinig sociaal bewogen richting de andere sekse, ofwel nerds. Op hun nieuwe opleiding raken ze bevriend met de hetzelfde stigma toebedeelde Arnold Poindexter (Timothy Busfield), Harold Wormser (Andrew Cassese), Dudley 'Booger' Dawson (Curtis Armstrong), Lamar Latrell (Larry B. Scott) en Brian Tochi (Toshiro Takashi).
Samen vormen ze hét mikpunt van spot en treiterijen van studentencorps Alpha Beta, dat bestaat uit rijke, populaire en/of sportieve jongemannen, onder aanvoering van Stan Gable (Ted McGinley). Bovendien wordt Skolnick verliefd op Betty Childs (Julia Montgomery). Zij is lid van Alpha Beta's zustervereniging Pi Delta Pi én het vriendinnetje van Gable. De nerds besluiten op te komen voor hun rechten en richten zelf de voorwaardelijke studentenvereniging Lambda Lambda Lambda (Tri-Lamb) op. Samen met hun vrouwelijke equivalenten van Omega Mu nemen ze het op tegen de Alpha Beta's in een spelcompetitie over verschillende onderdelen, dat deel uitmaakt van het homecoming carnival, een Amerikaans traditie. De winnaars krijgen de studentenraad en daarmee de macht op school in handen voor het komende schooljaar.

## Rolverdeling
| Acteur           | Personage                   |
| ---------------- | --------------------------- |
| Robert Carradine | Lewis Skolnick              |
| Anthony Edwards  | Gilbert Lowell              |
| Timothy Busfield | Arnold Poindexter           |
| Andrew Cassese   | Harold Wormser              |
| Curtis Armstrong | Dudley 'Booger' Dawson      |
| Larry B. Scott   | Lamar Latrell               |
| Toshiro Takashi  | Brian Tochi                 |
| Ted McGinley     | Stan Gable                  |
| Julia Montgomery | Betty Childs                |
| Michelle Meyrink | Judy                        |
| Matt Salinger    | Danny Burke                 |
| Donald Gibb      | Fred Palowakski, alias Ogre |
| David Wohl       | decaan Ulich                |
| John Goodman     | coach Harris                |

## Vervolgen
- Revenge of the Nerds II: Nerds in Paradise (1987)
- Revenge of the Nerds III: The Next Generation (1992)
- Revenge of the Nerds IV: Nerds in Love (1994)

## Trivia
- Revenge of the Nerds werd gefilmd op het terrein van de Universiteit van Arizona
- Skollnick, Latrell en Dawson verschijnen ook in deel II, III en IV.